# バディ・ジョーンズ (ウェスタン・スウィング・ミュージシャン)
バディ・ジョーンズ（Buddy Jones、出生名：オスカー・ベーゲン・ライリー、Oscar Bergen Riley、1902年12月25日 - 1956年10月20日）は、1930年代から1940年代にかけてレコードを吹き込んだ、アメリカ合衆国のウェスタン・スウィングのミュージシャン。

## 経歴
ジョーンズは、ノースカロライナ州アシュビルに生まれ、幼い頃に父親が亡くなった後、テキサス州ポートアーサーに移った。やがて、きょうだいのバスター (Buster) とともに旅巡業の一座に加わったが、1930年代はじめにはルイジアナ州シュリーブポートに定着した。当地でラジオ局KRMDに出演するようになり、歌手のジミー・デイヴィス (Jimmie Davis) と出会った。1931年、ジョーンズはデイヴィスとの最初の録音に臨み、以降、デイヴィスのバックバンドの一員として演奏し続けた。1937年には、自身の名義による最初の吹き込みをデッカ・レコードで果たし、以降の6年間に、ブルースや（卑猥な内容の）リスク・ホンキートンク (risqué honky tonk) の歌を、「I'm Going to Get Me A Honky Tonky Baby」や「She's Sellin' What She Used to Give Away」など80曲以上録音した。ジョーンズの録音には、ジミー・デイヴィスとの二重唱や、きょうだいであるバスター・ジョーンズのスティール・ギター伴奏によるもの、ピアニストのムーン・マリカン (Moon Mullican) や、フィドル奏者のクリフ・ブルーナー (Cliff Bruner)、スティール・ギター奏者のボブ・ダン (Bob Dunn) らのバンドと演奏したものなどが含まれている。
1939年に録音された「Rockin' Rollin' Mama」は、「Waves on the ocean, waves in the sea / But that gal of mine rolls just right for me / Rockin' rollin' mama, I love the way you rock and roll」という歌詞を含んでいることで知られている。これは、「ロックンロール (rock and roll)」という言葉が一般的に使用されるようになるより15年も前のことであり、また、白人の歌手によってこの曲が歌われたという点でも、驚くべきことであった。
ジョーンズは、1930年代半ばにシュリーブポート市警察交通隊 (the Shreveport Police Department Traffic Squad) に加わり、1940年代はじめには結婚し、以降は録音を残さなかった。ジョーンズはシュリーブポートで亡くなったが、これは運転中に心筋梗塞となり、運転していた自動車の衝突事故を起こしたためであった。